# لمفوما محيطية تائية الخلايا
اللمفوما المحيطية تائية الخلايا هي مجموعة من اللمفومات تائية الخلايا التي تتكون عادة في الغدة الزعترية.

## الأمثلة
من الأمثلة عليها:
- لمفوما جلدية تائية الخلايا
- لمفوما تائية الخلايا ذات أرومات مناعية وعائية
- لمفوما تائية الخلايا خارجة العقدية
- اعتلال معوي مرتبط باللمفوما تائية الخلايا
- لمفوما تحت الجلد تائية الخلايا شبيهة بالتهاب السبلة الشحمية
- ورم الخلايا الكبيرة المتحولة الليمفاوي
- لمفوما محيطية تائية الخلايا غير محددة على خلاف ذلك (PTCL-NOS)